# ألان ديفيز (لاعب)
آلان ديفيز (بالإنجليزية: Alan Davies) (5 ديسمبر 1961 – 4 فبراير 1992)، لاعب كرة قدم دولي بريطاني، لعب في مركز الجناح الأيمن، وعلى الجناح الأيسر أيضًا. بدأ ديفيز مسيرته الكروية مع مانشستر يونايتد، ثم انتقل للعب مع نيوكاسل يونايتد، تشارلتون أثليتيك، كارلايل يونايتد، سوانزي سيتي (لفترتين) وبرادفورد سيتي. انتهت حياته بالانتحار في فبراير 1992.

## وفاته
توفي ديفيز في 4 فبراير 1992، حيث قاد سيارته إلى منطقة هورتون بعد أن أوصل ابنته إلى المدرسة، وانتحر بتسمم أول أكسيد الكربون.
خلال تحقيق حول وفاة زميله غاري سبيد، الذي وُجد مشنوقًا في نوفمبر 2011، أُشير إلى أن ديفيز وسبيد كانا من بين "المفضلين" لدى المدان باري بينيل في قضايا اعتداء على الأطفال، لكن لم يُثبت تعرضهما لأي اعتداء من قبله.

## روابط خارجية
- ألان ديفيز على موقع قاعدة بيانات كرة القدم.إي يو (الإنجليزية)
- ألان ديفيز على موقع ناشيونال فوتبول تيمز (الإنجليزية)